# Buddies
Buddies（バディーズ）は、日本の女性アイドルグループ櫻坂46の楽曲およびファンネーム。楽曲のセンターポジションは山﨑天が務める。ファンネームは山﨑天が命名した。
楽曲は、2020年12月9日発売の櫻坂46の1stシングル『Nobody's fault』のカップリング曲としてリリースされた。秋元康が作詞、中村泰輔が作曲した。ファンネームとしては、2021年7月9日に富士急ハイランド コニファーフォレストで開催された『W-KEYAKI FES. 2021』にて、山﨑天が命名した。
本記事では、タイトルにファンネームを冠した櫻坂46のライブ『櫻坂46 2nd YEAR ANNIVERSARY 〜Buddies感謝祭〜』と『櫻坂46 Buddies感謝祭 2025』も扱う。

## 楽曲とライブパフォーマンス
2020年12月9日発売の櫻坂46の1stシングル『Nobody's fault』のTYPE-Dに収録された。同年11月23日放送のラジオ番組『レコメン!』（文化放送）にて、フル音源が初解禁された。同年12月8日に東京国際フォーラムで開催された『櫻坂46 デビューカウントダウンライブ!!』にて、ライブ初披露した。同年12月19日放送の音楽番組『バズリズム02』（日本テレビ）にて、テレビ初披露した。2022年8月3日発売の櫻坂46の1stアルバム『As you know?』に収録された。
Buddies は「仲間」を意味する英単語 “buddy” の複数形であり、タイトル通り、仲間の大切さが歌われている。豪華なオーケストレーションの施された壮大なイントロから始まり、爽やかで開放感のあるサウンドが続く。ラップも取り入れられており、全体としては、未来への希望と期待に満ちた前向きな歌詞とメロディーが特徴である。歌詞には、「真っ青な空」、「季節の風」、「花の香り」、「緑の木々」、「漏れる日差し」、「嵐」、「大地」、「雨風」など、自然を感じさせる言葉が多用され、壮大な世界観が表現される。サビでは、「We are buddies」や「We are friends」と繰り返し、仲間の存在を高らかに歌う。
櫻坂46のメンバーやファン、関係者などの多くは、センターを務める山﨑天の性格や言動と、楽曲の雰囲気や歌詞の内容が合致していると評する。一方、山﨑天はリリース当初、自身と楽曲の印象にギャップを感じていたが、グループの改名を機に仲間意識を強めようとしていたこともあり、次第に楽曲と共鳴していった。
メンバー考案の公式ペンライトカラーは、ホワイト×サクラピンク。ライブでは、終盤に披露されることが多い。パフォーマンス中は、センターを務める山﨑天を中心に横一列になったり、一つの大きな輪になったりする。楽曲終盤で山﨑天が足を広げながら頷くポーズが見せ場の一つ。ダイナミックなダンスと自信に満ち溢れた表情により、スケールの大きなパフォーマンスを実現し、ライブ会場全体に一体感と多幸感を生み出す。間奏部分では、山﨑天が観客やスタッフ、メンバーに向けてメッセージを伝えることが恒例となっており、間奏の尺に合わせて毎公演、異なる言葉で語りかける。

## ファンネーム
ファンネームとしては、2021年7月9日に富士急ハイランド コニファーフォレストで開催された『W-KEYAKI FES. 2021』にて、「Buddies」のパフォーマンス中に山﨑天が命名した。
2日後に開催された7月11日公演でも、山﨑天が「Buddies」のパフォーマンス中に「Buddiesのみなさん」と語りかけた。7月9日公演を訪れていた日向坂46のメンバーの間でも、山﨑天による命名宣言の言葉が話題になり、早速、櫻坂46のファンを「Buddies」と呼び始めた。終演後には、櫻坂46の公式Twitterアカウントでも「Buddiesの皆さま」と投稿された。命名宣言のシーンは、2022年8月3日発売の櫻坂46の1stアルバム『As you know?』のBlu-ray付に収録された。
「Buddiesの皆さん」への「日頃の感謝の気持ちを込めて」として、2022年12月8日・9日に日本武道館で、タイトルにファンネームを冠したライブ『櫻坂46 2nd YEAR ANNIVERSARY 〜Buddies感謝祭〜』が開催された。
「ファンネーム」のほか、「櫻坂46ファン」、「ファンの愛称」、「ファンの総称」、「ファンの呼称」などと注釈表記されることもある。

## ミュージックビデオと衣装

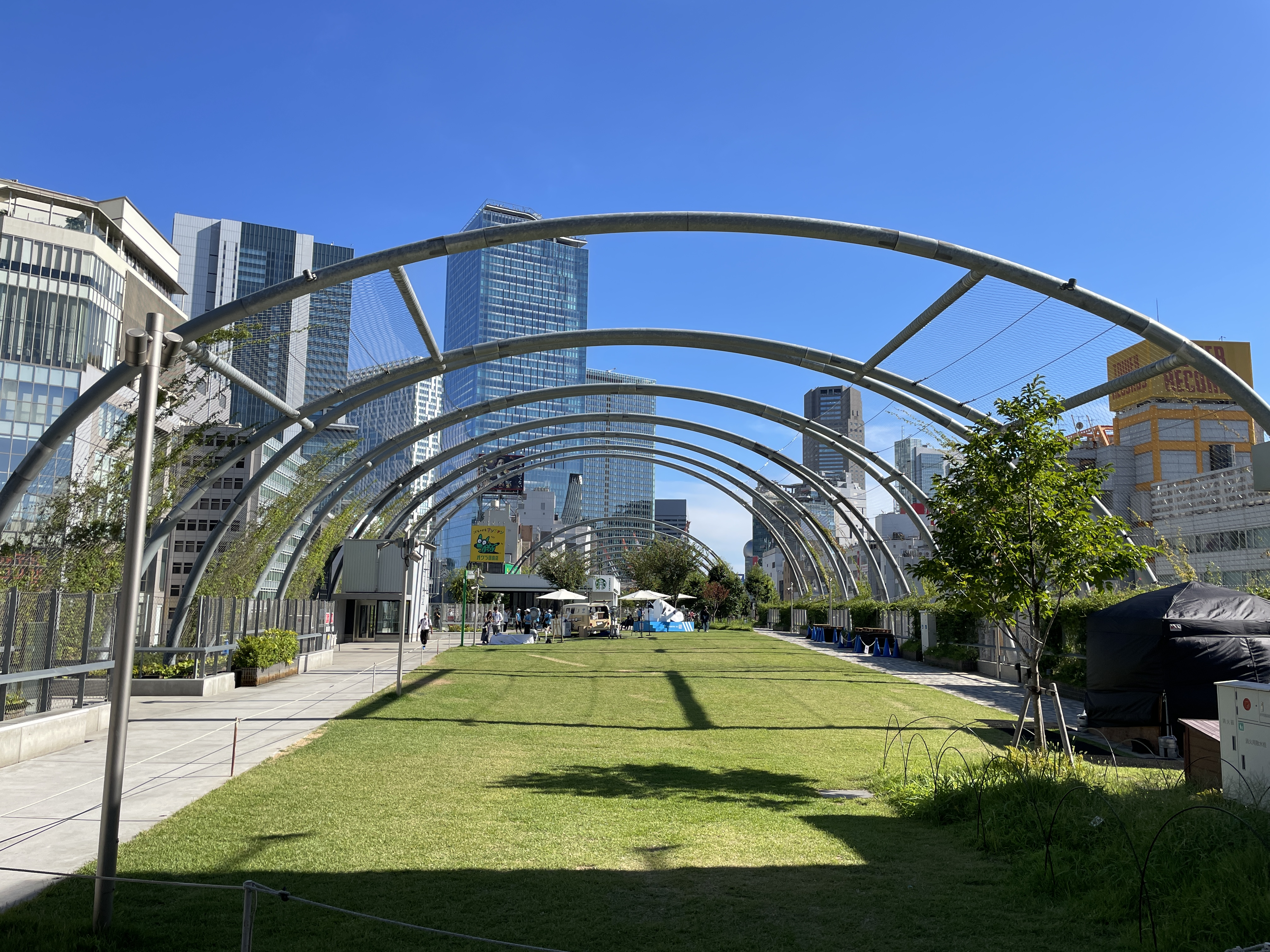
「Buddies」のミュージックビデオが撮影された宮下公園

ミュージックビデオは、2020年11月27日に櫻坂46の公式YouTubeチャンネルで公開された。丸山雄大が監督を務め、TAKAHIROが振付を務めた。制作はisai Inc.。ミュージックビデオで着用した衣装は、尾内貴美香が製作した。欅坂46のミュージックビデオは日本国内からしか視聴できなかったが、「Buddies」のミュージックビデオは海外からも視聴できる。ミュージックビデオは、2020年12月9日発売の櫻坂46の1stシングル『Nobody's fault』のTYPE-Dに収録された。
同年11月26日、ミュージックビデオのフル公開に先立って、センターを務める山﨑天のコメントとともに、映像の一部が櫻坂46の公式ファンクラブ会員限定で先行公開された。ミュージックビデオは、宮下公園や新宿のビル屋上、地下街など、東京都内の複数箇所で撮影された。ミュージックビデオの一部はドローンによって撮影され、スタイリッシュで躍動感のある映像を実現した。振付を担当したTAKAHIROは、ドローンによるカメラの動き方も考案し、ダンサーとともに事前に屋内でスマートフォンによるテスト映像を撮影した。TAKAHIROはメンバーと相談し、それぞれのメンバーが映えるダンスや得意な動きを取り入れたり、自由に踊ったりすることによって個性を表現した。山﨑天が笑顔で手招きをするシーンから始まる2番のAメロでは、一列に並んだメンバーが一人ひとり、カメラに向かってアドリブで、それぞれのキャラクターに合った「Buddies」を自由に表現した。メンバー同士で顔を見合わせるシーンが多く、笑顔が印象的な作品である。
ミュージックビデオ公開当時は新型コロナウイルス感染症が流行していたことから、監督を務めた丸山雄大は「東京の魅力を映像に詰め込んで世界に届けたい」と語った。欅坂46のミュージックビデオは日本国内からしか視聴できなかったが、「Buddies」のミュージックビデオは海外からも視聴できるようになったことから、山﨑天は「世界中のみなさんに櫻坂46のことを知っていただきたい」と語った。
ミュージックビデオで着用した衣装は、白を基調としたスポーティなスタイル。衣装は上下に分かれており、上は4パターン、下はパンツスタイル1種類とスカート2種類の計3パターン、上下合わせて計4パターンある。

## フォーメーション
（センター：山﨑天）
- 3列目：遠藤光莉、上村莉菜、大沼晶保、守屋麗奈、松平璃子、齋藤冬優花[69]
- 2列目：菅井友香、藤吉夏鈴、小池美波、森田ひかる、田村保乃[69]
- 1列目：小林由依、山﨑天、渡邉理佐[69]

2020年12月9日発売の櫻坂46の1stシングル『Nobody's fault』に収録された「半信半疑」と同じフォーメーションである。パフォーマンス中は、3列のフォーメーション以外にも、センターを務める山﨑天を中心に横一列になったり、一つの大きな輪になったりする。

## 地上波テレビ披露
| 番組名                | 日付           | 放送局     | 備考          |
| --------------------- | -------------- | ---------- | ------------- |
| バズリズム02          | 2020年12月19日 | 日本テレビ | [ 12 ] [ 13 ] |
| そこ曲がったら、櫻坂? | 2020年12月21日 | テレビ東京 | [ 70 ]        |
| ラヴィット!           | 2025年2月3日   | TBSテレビ  | [ 71 ]        |

## メディアでの使用
- 「櫻坂46マイリスタート／告知」篇（2020年12月24日 - 、メルカリ）[72]
- イオンカード[73]
  - 「ドキュメンタリー」篇（2021年2月21日 - ）[74]
  - 「並ぶ櫻坂46」篇（2021年9月11日 - ）[75]
- サマナーズウォー Special Web Movie～山﨑天 篇～（2021年2月25日 - 、Com2uS）[76]
- UNI'S ON AIR（ユニゾンエアー） 2周年記念TVCM（2021年10月13日 - 、アカツキ）[77][78]

## Buddies感謝祭

### 櫻坂46 2nd YEAR ANNIVERSARY 〜Buddies感謝祭〜
『櫻坂46 2nd YEAR ANNIVERSARY 〜Buddies感謝祭〜』（さくらざかフォーティシックス セカンド イヤー アニバーサリー バディーズかんしゃさい）は、2022年12月8日・9日に日本武道館で開催された櫻坂46のライブ。デビュー2周年を記念して開催された。ライブ映像は、2023年6月28日発売の櫻坂46の6thシングル『Start over!』のTYPE-AとTYPE-Bに収録された。
「Buddiesの皆さん」への「日頃の感謝の気持ちを込めて」として、同年11月14日に開催が発表された。『櫻坂46 1st YEAR ANNIVERSARY LIVE』以来、約1年ぶりの日本武道館公演となった。開催当日のライブ配信は行われず、有観客で開催された。
ライブの前半パートでは、チーム対抗のクイズ企画、櫻坂46の振付を数多く担当している振付師・TAKAHIROによる楽曲解説、質問コーナー、抽選会などが行われ、櫻坂46の冠番組『そこ曲がったら、櫻坂?』（テレビ東京）のナレーター・庄司宇芽香が進行を務めた。ライブの後半パートでは、櫻坂46の楽曲を披露した。12月9日公演では、2023年2月15日に5thシングルを発売することが発表された。
開演前の会場では、前半パートの質問コーナーで使用するための質問が募集された。12月8日公演の終演後には、規制退場に伴い、メンバーによる「お見送り」が実施されたが、想定以上に時間がかかったため、12月9日公演では「お見送り」は実施されなかった。

#### 2022年12月8日公演

##### 出演
- 櫻坂46[5][92]
  - 一期生：上村莉菜、小池美波、小林由依、齋藤冬優花、土生瑞穂
  - 二期生：井上梨名、遠藤光莉、大園玲、大沼晶保、幸阪茉里乃、武元唯衣、田村保乃、藤吉夏鈴、増本綺良、松田里奈、森田ひかる、守屋麗奈、山﨑天
- 庄司宇芽香[86]
- TAKAHIRO[81][84]

##### セットリスト
後半パートのセットリストは以下の通り。
1. Overture
2. 思ったよりも寂しくない
3. 君と僕と洗濯物
4. 最終の地下鉄に乗って
5. 条件反射で泣けて来る
6. Nobody's fault
7. 僕のジレンマ
8. Buddies

#### 2022年12月9日公演

##### 出演
- 櫻坂46[5][92]
  - 一期生：上村莉菜、小池美波、小林由依、齋藤冬優花、土生瑞穂
  - 二期生：井上梨名、遠藤光莉、大園玲、大沼晶保、幸阪茉里乃、武元唯衣、田村保乃、藤吉夏鈴、増本綺良、松田里奈、森田ひかる、守屋麗奈、山﨑天
- 庄司宇芽香[86]
- TAKAHIRO[81][84]

##### セットリスト
後半パートのセットリストは以下の通り。
1. Overture
2. 思ったよりも寂しくない
3. それが愛なのね
4. ブルームーンキス
5. 条件反射で泣けて来る
6. Nobody's fault
7. 僕のジレンマ
8. Buddies

### 櫻坂46 Buddies感謝祭 2025
『櫻坂46 Buddies感謝祭 2025』（さくらざかフォーティシックス バディーズかんしゃさい にせんにじゅうご）は、2025年3月20日に幕張イベントホールで開催された櫻坂46のライブ。同日に同会場で、小池美波の卒業セレモニーも開催された。ライブ映像は、2025年6月25日発売の櫻坂46の12thシングル『Make or Break』のTYPE-A〜Dに収録された。
同年1月23日に開催が発表された。開催前には、前半パートの企画で使用するためのアンケートが実施された。有観客で開催され、Leminoでライブ配信もされた。前日に同会場で、『SAKURAZAKA46 Live, AEON CARD with YOU! Vol.4』が開催された。『Buddies感謝祭』は、2022年12月8日・9日の日本武道館公演以来、約2年3か月ぶりの開催となった。
ライブの前半パートでは、櫻坂46の振付を数多く担当している振付師・TAKAHIROが参加するチーム対抗のクイズ企画などが行われ、櫻坂46の冠番組『そこ曲がったら、櫻坂?』（テレビ東京）のナレーター・庄司宇芽香が進行を務めた。ライブの後半パートでは、櫻坂46（欅坂46）の楽曲を披露した。ライブに継続する形で、小池美波の卒業セレモニーが開催された。

#### 2025年3月20日公演

##### 出演
- 櫻坂46[7]
  - 一期生：小池美波
  - 二期生：井上梨名、遠藤光莉、大園玲、大沼晶保、幸阪茉里乃、武元唯衣、田村保乃、藤吉夏鈴、増本綺良、松田里奈、森田ひかる、守屋麗奈、山﨑天
  - 三期生：石森璃花、遠藤理子、小田倉麗奈、小島凪紗、谷口愛季、中嶋優月、的野美青、向井純葉、村井優、村山美羽、山下瞳月
- 庄司宇芽香[99]
- TAKAHIRO[99]

##### セットリスト
後半パートのセットリストは以下の通り。ライブに継続する形で開催された小池美波の卒業セレモニーでは、「行かないで」と「櫻坂の詩」を披露した。
1. Overture
2. ソニア
3. 僕たちの La vie en rose
4. 本質的なこと
5. コンビナート
6. コンセントレーション
7. 桜月
8. 二人セゾン
9. 何歳の頃に戻りたいのか?